# Myrophis plumbeus
Myrophis plumbeus är en fiskart som först beskrevs av Cope, 1871.  Myrophis plumbeus ingår i släktet Myrophis och familjen Ophichthidae. Inga underarter finns listade i Catalogue of Life.